# Cerro Malacara
Cerro Malacara is een berg in de departementen Santa Ana en Sonsonate in El Salvador. De berg is ongeveer 1828 meter hoog.
De berg is onderdeel van de vulkanische bergketen Cordillera de Apaneca. Op ongeveer vier kilometer naar het zuidoosten ligt de Santa Ana-vulkaan, op ongeveer 3,5 kilometer naar het zuidwesten de vulkaan Cerro los Naranjos en ongeveer vier kilometer naar het westen de vulkaan Cerro el Aguila.